# ای‌ایکس مار باریک
ای‌ایکس مار باریک یک ستاره است که در صورت فلکی مار باریک قرار دارد.